# Paramochloa
Paramochloa, rod trava iz podtribusa Paramochloinae, dio tribusa Poeae. Opisan je 2019. godine. Sastoji se od dvije vrste raširene od Ekvadora do Venezuele

## Vrste
1. Paramochloa crispifolia (Sylvester) P.M.Peterson, Soreng, Romasch. & Barberá
2. Paramochloa effusa (Kunth) P.M.Peterson, Soreng, Romasch. & Barberá